# Michael Marrus
Michel Robert Marrus (1941-2022) es un historiador canadiense, profesor de Historia en la Universidad de Toronto, especializado en el estudio del pueblo judío en Europa.
Es autor de obras como The Politics of Assimilation: A Study of the French Jewish Community at the Time of the Dreyfus Affair (1971), un estudio sobre la sociedad judía en Francia durante el Caso Dreyfus; Vichy France and the Jews (1981), junto a Robert O. Paxton; The Holocaust in History (1987); The Unwanted: European Refugees in the Twentieth Century (1985) o Samuel Bronfman: The Life and Times of Seagram's Mr. Sam (1991), una biografía del magnate estadounidense Samuel Bronfman, entre otras. Michael Marrus es judío.
Marrus es miembro de la Academia de Artes y Humanidades de la Royal Society of Canada y miembro de la Orden de Canadá.